# 辛迪·恩甘巴
辛迪·温纳·詹库·恩甘巴（英語：Cindy Winner Djankeu Ngamba，1998年9月7日—）是一名喀麦隆女子拳击運動員，曾代表2023年欧洲运动会难民代表团参赛。她是难民奥林匹克代表团的第一位奖牌获得者，在2024年夏季奥运会女子中量级拳击比赛中获得铜牌。

## 个人生活
恩甘巴出生于喀麦隆。11岁时，恩甘巴移居到英国。恩甘巴的叔叔搬回喀麦隆时弄丢了她的移民文件。此后，恩甘巴在博尔顿大学获得了犯罪和刑事司法学学士（荣誉）学位。
2019年，恩甘巴和她的兄弟在前往博尔顿移民办公室时被拘留，并被送往伦敦的拘留中心。第二天他们被释放。18岁时，恩甘巴公开了自己的同性恋身份；因此其回国将面临拘留风险，因为在那里同性恋是违法的。

## 生涯
恩甘巴接受英国拳击队训练，但由于没有英国护照，她无法代表英国参赛。她曾在三个不同的重量级别中获得英国全国业余锦标赛冠军，成为继娜塔莎·乔纳斯之后第一位取得这一成就的女性。2023年，恩甘巴在匈牙利赢得了博茨凯赛事冠军，并代表2023年欧洲运动会难民代表团参加了女子中量级项目的比赛。
她代表难民奥林匹克代表团参加了2024年世界拳击奥运会资格赛，并与她的英国同僚尚特尔·里德一起获得了巴黎夏季奥运会的参赛资格。2024年5月2日，恩甘巴正式入选难民奥林匹克代表团，成为第一位入选该代表团的拳击手。她还与叙利亚跆拳道运动员叶海亚·戈塔尼一起被选为开幕式难民奥林匹克代表团的旗手之一。
恩甘巴在第一轮比赛中抽签对阵来自加拿大的2022年世界女子拳击锦标赛金牌得主塔玛拉·蒂博，她以3:2的分歧判定获胜。在四分之一决赛中，她以一致判定击败了2022年世锦赛女子中量级铜牌得主法国选手黛薇娜·米歇尔，确保自己至少获得一枚铜牌，并成为第一位为难民奥林匹克代表团赢得奥运奖牌的选手。她在半决赛中对阵来自巴拿马的雅典伊娜·贝隆，以1:4的分歧判定落败，因此获得铜牌。